# Combat d'Inazol
Guerre du Mali
Le combat d'Inazol a lieu le 28 mars 2015 lors de la guerre du Mali. 

## Déroulement
Le 31 mars 2015, la Coordination des mouvements de l'Azawad (CMA) annonce que des combats entre le MNLA et le MUJAO ont éclaté le 28 mars à Inazol, au sud-ouest de Ménaka. Les affrontements durent plusieurs heures. La CMA déclare que cinq hommes du MNLA ont été tués et que le MUJAO « a subi une lourde perte », mais sans plus de précision,.